# 紅花羊耳蒜
紅花羊耳蒜（学名：Liparis nervosa）别名見血青，为蘭科羊耳蒜屬下的一个种。

## 扩展阅读
- 維基物種上的相關：紅花羊耳蒜